# ماگدالنا نیچ
ماگدالنا نیچ (لهستانی: Magdalena Nieć؛ زادهٔ ۱ ژانویهٔ ۱۹۷۲) بازیگر اهل لهستان است.
از فیلم‌ها یا مجموعه‌های تلویزیونی که وی در آن‌ها نقش داشته‌است، می‌توان به کمیسر آلکس، قانون حقیقی، پدر متیو، در خیابان سپولنی و در خوشی و سختی اشاره نمود.